# Гончарко, Семён Онуфриевич
Семён Онуфриевич Гончарко (8 сентября 1914, Алексеевка, Херсонская губерния — 27 апреля 1992, Бобринец, Кировоградская область) — советский деятель сельского хозяйства, Герой Социалистического Труда.

## Биография
Родился в 1914 году в селе Алексеевка ныне Кропивницкого района Кировоградской области Украины. Член КПСС.
В 1928—1935 гг. — рабочий местной сельскохозяйственной артели имени Орджоникидзе.
В 1935—1941 гг. — механизатор Бобринецкой машинно-тракторной станции.
В 1944—1947 гг. — участник Великой Отечественной войны, тракторист роты управления 65-й инженерно-сапёрной бригады.
В 1947—1958 гг. — тракторист, бригадир тракторной бригады Бобринецкой машинно-тракторной станции.
В 1958—1979 гг. — бригадир колхоза имени XX съезда КПСС Бобринецкого района Кировоградской области Украинской ССР.
Указом Президиума Верховного Совета СССР от 23 июня 1966 года присвоено звание Героя Социалистического Труда с вручением ордена Ленина и золотой медали «Серп и Молот».
Умер в Бобринце в 1992 году.

## Награды и звания
- Герой Социалистического Труда (23.06.1966).
- орден Ленина (26.02.1958; 23.06.1966)
- орден Октябрьской Революции (08.12.1973)
- орден Отечественной войны I степени (11.03.1985)
- медаль «За боевые заслуги» (08.06.1945)